# AKB48 SHOP

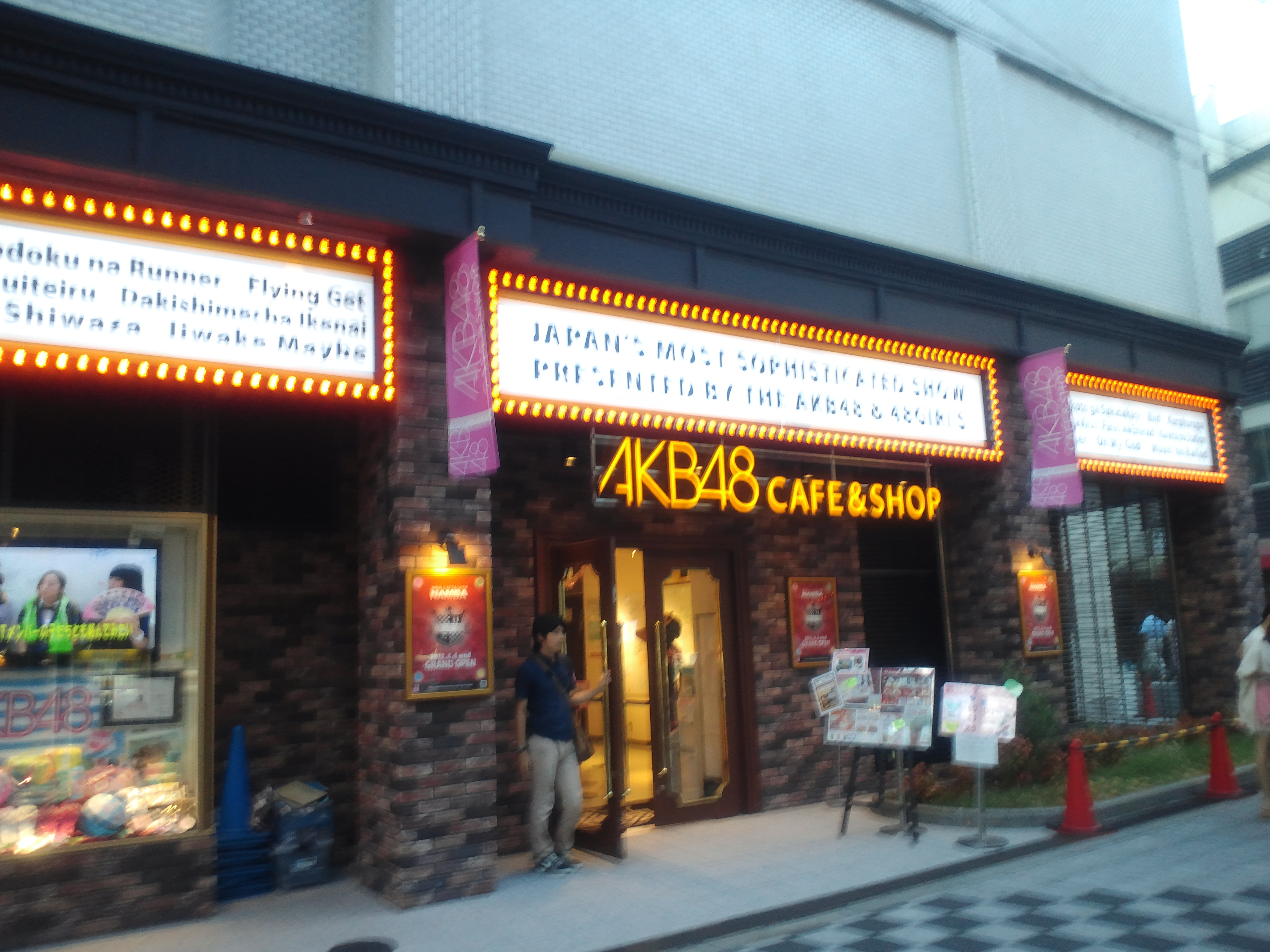
AKB48 CAFE&SHOP NAMBA

AKB48 SHOP（エイケイビーフィーティーエイトショップ）は、日本の女性アイドルグループ・AKB48のグッズ直営店である。
ここでは姉妹グループの店舗ならびにCAFE&SHOP（カフェ&ショップ）についても説明する。

## 概要
AKB48劇場が開設した際、ロビーにグッズ売場および48's Cafeと呼ばれるカフェスペースが設置されたのが始まりである。48's Cafeは2008年末に閉鎖となり、ロビーのグッズ売り場もAKB48劇場のあるドン・キホーテ秋葉原店5階に作られたAKB48 SHOPに移転する形で2009年12月8日に営業を終了した。
全国各地にあるAKB48 SHOPは、ドン・キホーテの店舗内に併設する形で存在していたが、2015年12月に全店舗が閉店となっている（詳細は後述）。
2011年7月30日に原宿の竹下通りにカフェを併設したAKB48オフィシャルショップ原宿がオープンしたが、入居ビル改築のため2012年1月に閉店した。2011年9月29日にはAKB48 CAFE&SHOPの1号店となるAKB48 CAFE&SHOP AKIHABARAが秋葉原駅ホーム下にオープンした。AKB48 CAFE&SHOP AKIHABARAは2013年1月末に敷地面積を約2倍に拡張する改修工事を行い、同年2月2日にリニューアルオープンした。その後、2019年12月31日をもってJR秋葉原駅周辺店舗のリニューアル計画に伴い同店舗での営業を終了した（移転先は未定）。
福岡市・天神にあったAKB48 CAFE&SHOP HAKATAは2017年1月15日をもって閉店した。大阪市・難波にあったAKB48 CAFE&SHOP NAMBAも2017年3月31日をもって閉店した。
姉妹グループのうちNMB48にはグッズ直営店NMB48 SHOPがあり、SKE48については劇場のあるサンシャイン栄内にAKB48 CAFE&SHOPと同じ形態を持つSKE48 CAFE&SHOP with AKB48が、2012年12月9日にオープンした。その後、約6年間営業して2018年12月30日をもって閉店した。
経営および運営管理については、AKB48 CAFE&SHOPはAKSとフィールズが、SKE48 CAFE&SHOP with AKB48はAKSとサンシャイン栄が、NMB48 SHOPは吉本興業と京楽産業.の合弁会社であるKYORAKU吉本.ホールディングスが、それぞれ担当。

## 店舗一覧

### AKB48

#### AKB48 CAFE&SHOP AKIHABARA
基本情報
- 営業期間：2011年9月29日[7] - 2019年12月31日[2]
- 所在地：東京都千代田区神田花岡町1-1（秋葉原駅中央改札前口、山手線高架下）
- 営業時間：（祝前日を除く月 - 木）11:00 -2:00（金・祝前日）11:00 - 22:30（土）10:00 - 22:30（日・祝日）10:00 - 22:00

カフェは全日23:00まで。ただしラストオーダーは22:00までとなっていた。
跡地は隣のガンダムカフェが拡張され「ガンダムカフェトーキョー ブランドコア」になっている。
施設概要
- カフェは2種類で、AKB48のメンバーが考案した飲食物が楽しめる「カフェエリア」と過去に行われた劇場公演を大型スクリーンに映し出した「シアターカフェ」があった。またテイクアウト用の「カフェテラ」も存在した。
- ショップエリアは2か所で、メンバーの生写真専門コーナーとAKB48およびその姉妹グループのグッズを販売しているコーナーがあった。
- 最大16人のグループで貸し切りにできる「プライベートルーム」があった。壁面にはAKB48メンバーのサインや落書きが描かれていた。
- トイレへ通じる通路の壁面には、AKB48劇場同様メンバーの肖像写真が飾られていた。
- 「シアターカフェ」では、月曜日から金曜日の夕方に『AKB48のあんた、誰?』（NOTTV）の公開生放送が行なわれていた（NOTTVの閉局に伴い2016年6月30日で終了）。このほか不定期でメンバー単独もしくは数人でのミニイベントも開催されていた。

#### AKB48 CAFE&SHOP HAKATA
基本情報
- 営業期間：2012年3月20日[7] - 2017年1月15日[3]
- 所在地：福岡市中央区大名1-12-6 NEO大名Ⅰ
- 営業時間：（平日）11:00 - 21:00（土・日・祝日）10:00 - 21:00

施設概要
- AKB48のメンバーが考案した飲食物が楽しめる「カフェコーナー」とAKB48およびその姉妹グループのグッズを販売している「ショップコーナー」があった。
- HKT48の本拠地であり、かつHKT48には直営ショップが存在しないため、当店ではHKT48のグッズコーナーを多めにとり、博多限定のグッズも置いていた。

#### AKB48 CAFE&SHOP NAMBA
基本情報
- 営業期間：2012年4月4日[7] - 2017年3月31日[4]
- 所在地：大阪市中央区難波千日前11-6　なんばグランド花月1階
- 営業時間：（平日）11:00 - 21:00（土・日・祝日）10:00 - 21:00

施設概要
- AKB48のメンバーが考案した飲食物が楽しめる「カフェコーナー」とAKB48およびその姉妹グループのグッズを販売している「ショップコーナー」があった。
- ショップコーナーの規模は最大であり、大阪限定のご当地グッズを置いていた。
- 当店からサウスロード千日前を堺筋方面へ進んだところに「NMB48 SHOP」がある。

#### AKB48 SHOP
グッズのみ販売。2015年12月時点で31店舗が存在していた。2015年12月8日にAKB劇場が10周年を迎えたことを記念する特別企画を展開するための準備作業に取り掛かるという名目で、12月27日より全31店舗が一時閉店となっている。再開の日時は発表されていない。

#### 海外店舗

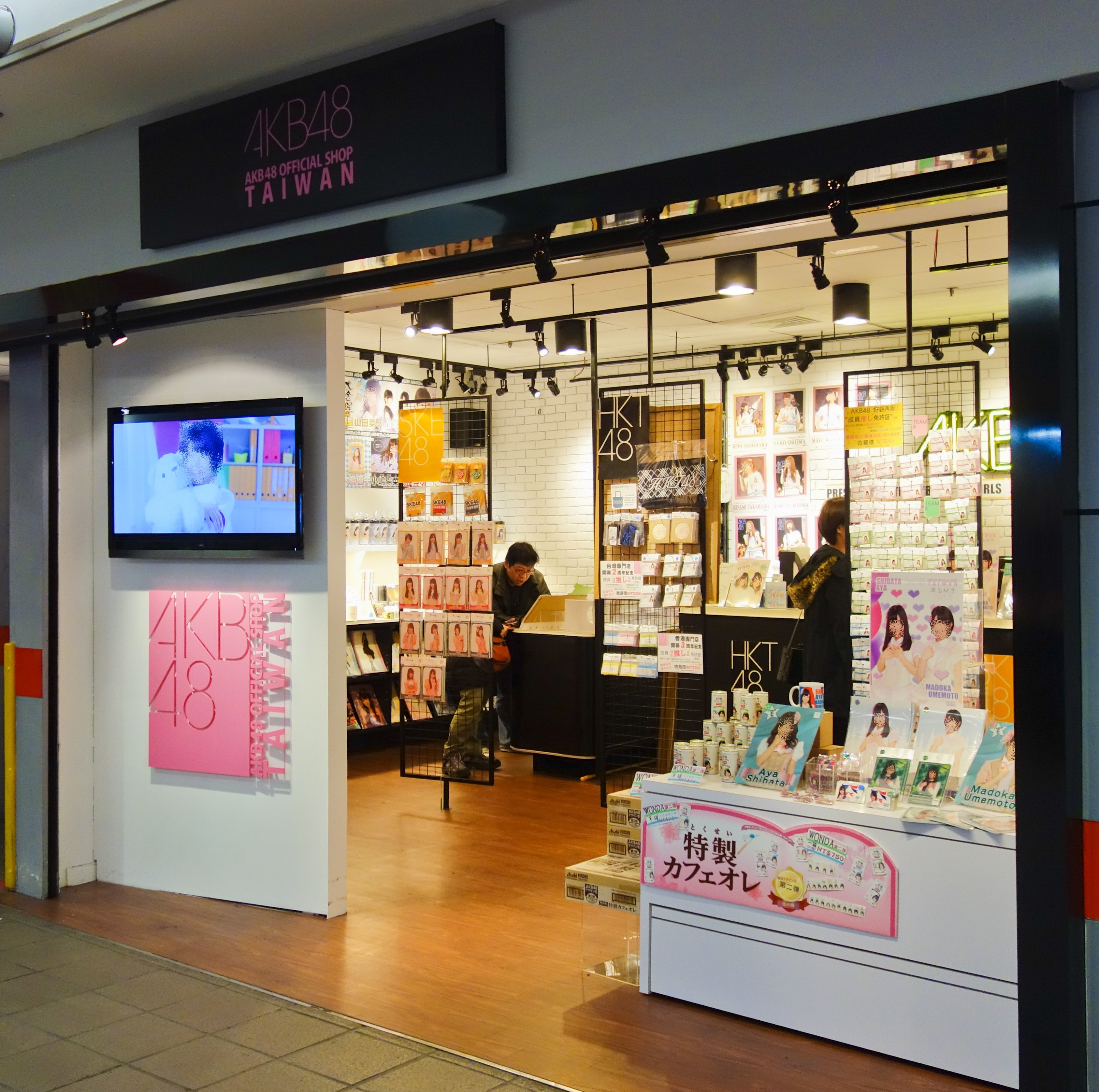
AKB48オフィシャルショップ台湾
（台北市・中山地下街）

営業中なのは、上海・福州の2か所。以前はシンガポール・台湾にも出店していた。
中国香港
2010年10月24日に初の海外店舗としてオープン。「AKB48オフィシャルショップ香港」と併設する形で「AKB48ミュージアム香港」がある。ただし公式フェイスブックページにおいて、2014年9月半ばを目処に営業していた西九龍地区の店を閉じ、別の場所で営業再開を目指す方針を発表している。
台湾台北市
「AKB48オフィシャルショップ台湾」がある。以前は別の場所に「AKB48オフィシャルショップ＆カフェ台湾」という名称で、「AKB48 CAFE&SHOP」とほぼ同じスタイルとなっていた（ただしカフェは飲み物のみ）。2015年7月に実店舗を再び閉じており、その後はネットショップのみで営業している。開業式には渡辺麻友が出席した。
中国上海市
「AKB48オフィシャルショップ上海」がある。2011年11月22日にオープン。
中国福建省福州市
「AKB48 CAFE & SHOP 上下杭」がある。2020年12月30日にオープン。

### SKE48

#### SKE48 CAFE&SHOP with AKB48
基本情報
- 営業期間：2012年12月9日 - 2018年12月30日
- 所在地：愛知県名古屋市中区錦3-24-4　サンシャイン栄5階
- 営業時間：11:00 - 23:00（ただし翌日が平日の日・祝日は10:00 - 22:00）

施設概要
- 基本的に「AKB48 CAFE&SHOP」と同じ構成であったが、以下の点で違いがみられた。
  - 「AKB48 CAFE&SHOP」が黒、白、桃色をベースにしていたのに対し、「SKE48 CAFE&SHOP with AKB48」は黄色と橙色をベースにしていた。
  - 「カフェコーナー」はSKE48のメンバーが考案した飲食物を提供していた。
  - 「グッズコーナー」はSKE48関連の生写真やグッズが中心であったが「with AKB48」の名前の通りAKB48専用のコーナーもあり、他の姉妹グループのグッズも置いていた。
- カフェコーナーのカウンターはアメリカ合衆国のスクールバスを模したデザインとなっていた。
- 店内での写真撮影は、カフェコーナーの座席内でのみ許可されていた。それ以外の場所での撮影は禁止。
- ｢グッズコーナー｣に割り当てられるスペースが狭いために、販売されるグッズは、定期的に入れ替えを行っていた。
- 混雑時には入店制限をかけ、出入り口の左側にショップ、右側にカフェの入場待ち列を形成させていた。

#### SKE48 SHOP
東京・渋谷に店舗を構えていたが、2012年9月に閉店した。

### NMB48

#### NMB48 SHOP
- 所在地：大阪市中央区難波千日前3-15 吉本本館1階[注釈 1]
- 営業時間：12:00 - 21:00

## オンラインショップ
上述の店舗以外にAKB48・SKE48・NMB48・JKT48公式のECサイト（オンラインショップ）がある。以前はSKE48・NMB48が直営サイト、AKB48はセブンネットショッピング内に、JKT48は楽天市場内に設けていた。
2014年にAKB48が、国内グループのネットショップをセブンネットから撤退して自主運営に切り替え、これに併せSKE48のショップを吸収、NMB48・HKT48のグッズも取り扱うようになった。名称は「AKB48グループショップ」。
2020年12月1日にAKB48公式サイト内にAKB48単独のECサイト「AKB48 Official Shop」を開設した。これに伴い「AKB48グループショップ」は、2020年11月30日をもってグッズ販売を終了、2021年1月31日に同サイトを閉鎖した。また、これまでAKB48グループショップで扱っていた各姉妹グループのグッズの販売もそれぞれのグループごとに開設されたオフィシャルショップに移された。